# Fitzen
Fitzen est une commune allemande du Schleswig-Holstein, située dans l'arrondissement du duché de Lauenbourg (Kreis Herzogtum Lauenburg), à mi-chemin entre les villes de Lauenburg/Elbe et Mölln. Fitzen est l'une des 15 communes de l'Amt Büchen dont le siège est à Büchen.